# Parasyrisca chikatunovi
Parasyrisca chikatunovi Ovtsharenko, Platnick & Marusik, 1995 è un ragno appartenente alla famiglia Gnaphosidae.

## Etimologia
Il nome della specie è in onore del raccoglitore degli esemplari maschili di questa specie: l'entomologo russo Vladimir Chikatunov che li reperì il 25 luglio 1966.

## Caratteristiche
L'olotipo maschile rinvenuto ha lunghezza totale è di 8,70mm; la lunghezza del cefalotorace è di 4,05mm; e la larghezza è di 3,00mm.

## Distribuzione
La specie è stata reperita in Tagikistan: l'olotipo maschile e l'allotipo femminile sono stati rinvenuti su un passo del monte Anzob, che appartiene alla catena montuosa dei monti Gissar, situata nei Distretti di Subordinazione Repubblicana.

## Tassonomia
Al 2015 non sono note sottospecie e dal 1995 non sono stati esaminati nuovi esemplari.